# バルタサール・デ・トーレス
バルタサール・デ・トーレス（Balthazar de Torres、1563年12月14日 - 1626年6月20日）は、スペインのイエズス会宣教師。トルレスとも表記される。

## 経歴・人物
グラナダに生まれ、1586年に帰国途中だった天正遣欧少年使節と共にポルトガル領インドに渡航しゴアにて司祭となる。その後は日本への渡航を志し、1600年（慶長5年）に来日した。後に京都や大坂、金沢等西日本を中心に日本の津々浦々を訪問し布教活動を行ったが、1613年（慶長18年）にキリスト教禁教令により布教活動の休止を余儀なくされる。
その直後に大坂にて隠居していたが、1626年（寛永3年）に捕縛され長崎に送還された。同年に同地の口之津で同じイエズス会士のポルトガル出身の宣教師だったフランシスコ・パシェコと共に火刑に処された。